# Associazione Sportiva Melfi
Maillots
L'Association Sportive Melfi est un club italien de football de la ville de Melfi, dans la province de Potenza, dans la région de Basilicate, qui joue actuellement en Lega Pro, la saison 2015-2016. 

## Historique
L'équipe fut fondée en 1929 et a obtenu la victoire d'une Coupe Italie amateurs en 1988. Le terrain de l'AS Melfi est le "Stadio Arturo Valerio" qui compte près de 4 100 places.

## Changements de nom
- 1929-1963 : Unione Sportiva Melfi
- 1963- : Associazione Sportiva Melfi